# Duca di Nemi
Duca di Nemi è un titolo nobiliare dello Stato Pontificio che venne creato da Pio VI per suo nipote Luigi Braschi-Onesti.

## Storia

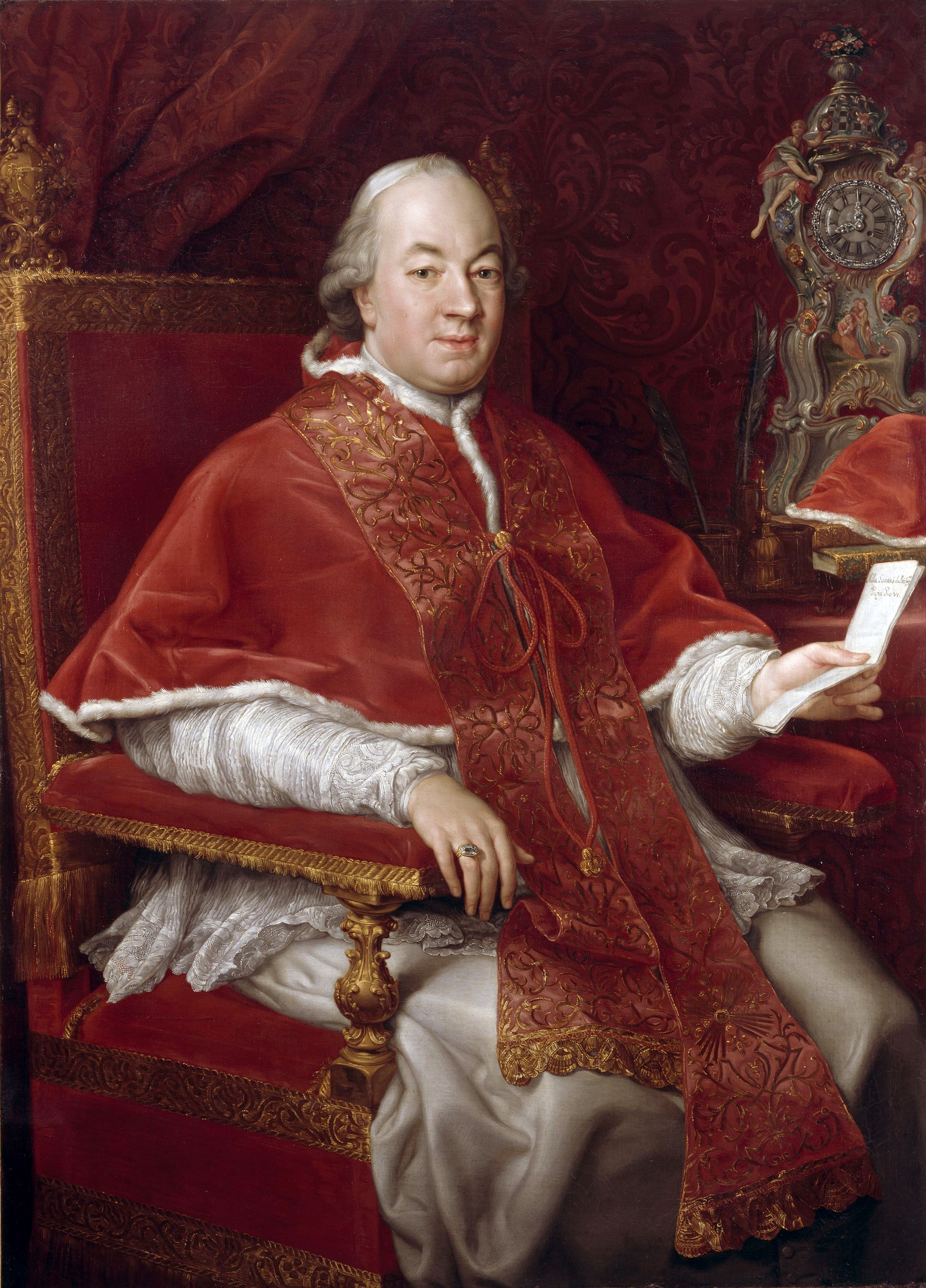
Pio VI Braschi (in un ritratto di Pompeo Batoni), concesse il titolo di duca di Nemi a suo nipote Luigi nel 1786.

Papa Pio VI concedette il titolo di duca di Nemi a suo nipote Luigi Braschi-Onesti (1745-1816), così come concesse il cappello cardinalizio al fratello di questi, Romoaldo Braschi-Onesti. Furono questi gli ultimi casi di nepotismo all'interno dello Stato Pontificio, concedendo anche a suo nipote i fondi necessari per la costruzione di Palazzo Braschi a Roma, venduto poco dopo dai suoi eredi (attuale sede del Museo di Roma a palazzo Braschi). Il titolo fa riferimento al feudo di Nemi, località appena fuori Roma.
Luigi Braschi-Onesti si sposò con Costanza Falconieri dalla quale ebbe un figlio, Pio Braschi, II duca di Nemi.
A Luigi Braschi-Onesti, I duca di Nemi, il 14 novembre 1786, Carlo III di Spagna concesse anche il titolo di grande di Spagna, onorificenza passata poi anche a suo figlio il 6 settembre 1828. Nella medesima data, il titolo di duca di Nemi venne riconosciuto anche dalla corona spagnola da parte di re Ferdinando VII.

## Elenco dei duchi di Nemi
- Luigi Braschi-Onesti (1745-1816), I duca di Nemi, figlio di Girolamo Onesti e Giulia Francesca Braschi, venne adottato da suo zio papa Pio VI (Giovanni Angelo Braschi). Sposò Costanza Falconieri
- Pio Braschi-Onesti (1804-1864), II duca di Nemi, sposò Anna Curti Lepri (1803-1879)
- Romualdo Braschi-Onesti (1849-1923), III duca di Nemi, sposò Manuelita Calcagno
- Giulia Braschi-Onesti (1885 - 1957), IV duchessa di Nemi, sposò Clemente Theodoli (1878-1956)
- Pio Theodoli (1912 - 1999), V duca di Nemi, sposò Adriana Moscatelli (1921-2008)
- Giovanni Angelo Theodoli-Braschi (n. 1942), VI duca di Nemi, sposò Giada Ruspoli (1949-)

erede presunto: Stefano Marcello Theodoli Braschi
Titolo di Grande di Spagna riconosciuto dal Re nel 1991.